# Rola spodenkowa

Helfrid Lambert w roli męskiej

Role spodenkowe – w teatrze lub operze męskie role operowe wykonywane przez aktorki bądź śpiewaczki; np. Cherubin w operze Wesele Figara Mozarta lub Siebel, uczeń Fausta w operze Gounoda.